# Nancy Nash
Pour les articles homonymes, voir Nash.
Nancy Nash née Maude Miller en 1897, date de décès inconnue, est une actrice américaine, dont la carrière s'étend des années 1920 jusqu'au début des années 1940.

## Biographie
Née dans une famille de fermiers près de Mercedes (Texas), Nash s'intéresse à la haute couture apparaissant dans les films, et observe les costumes des actrices afin de les imiter. En 1926, lors d'une visite à Hollywood, elle décide de passer une audition pour le film The City avec 60 autres postulantes, et remporte le rôle, ce qui est tombé en conflit avec son intention de rejoindre l'Université du Texas la semaine suivante, et elle a du convaincre ses parents de la laisser poursuivre sa carrière au cinéma. Par la suite, elle obtient le rôle principal dans la comédie Upstream de John Ford, film qui était considéré comme disparu jusqu'à sa redécouverte en 2009 dans les archives d'un projectionniste en Nouvelle-Zélande. Elle met par la suite sa carrière en pause le temps de se marier avec un journaliste, puis revient au cinéma en 1931. Elle rejoint le groupe des Goldwyn Girls (en) créé par Samuel Goldwyn et se produit dans quelques films dans ce cadre. En 1933 elle signe un contrat avec la Warner Bros.

## Filmographie
- 1926 : The City : Cicely Rand[4]
- 1927 : Upstream : Gertie Ryan[5]
- 1927 : Rich But Honest : Florine Candless
- 1927 : The Loves of Carmen (1927)[6] : Michaela[7]
- 1928 : The Ballyhoo Buster [8] : Dorothy
- 1931 : Palmy Days (1931)[9] : Goldwyn Girl (non créditée)
- 1932 : The Kid from Spain (1932) : Goldwyn Girl (non créditée)[10]
- 1933 : 42nd Street : Chorus Girl (non créditée)
- 1933 : Prologues (Footlight Parade) : Chorus Girl (non créditée)
- 1934 : Dames : Chorus Girl (non créditée)
- 1941 : Sis Hopkins : Chorus Girl (non créditée)